# Sōjin Kamiyama
Pour les articles homonymes, voir Kamiyama (homonymie).
Sōjin Kamiyama (上山 草人, Kamiyama Sōjin), ou simplement Sōjin, est un acteur japonais, né le 30 janvier 1884 à Sendai et mort le 28 juillet 1954 à Tokyo.

## Biographie
Sōjin Kamiyama s'est marié à l'actrice Uraji Yamakawa (en). Il a tourné dans plus de cinquante films aux États-Unis entre 1917 et 1930 puis dans plus de soixante films au Japon entre 1931 et 1954. 

## Filmographie partielle

### Période américaine
- 1921 : The White Desert de Reginald Barker
- 1924 : Le Voleur de Bagdad : le prince mongol
- 1925 : Fraternité (Proud Flesh) de King Vidor
- 1925 : À l'ombre des pagodes (East of Suez) de Raoul Walsh : Lee Tai
- 1925 : Soft Shoes de Lloyd Ingraham : Yet Tzu
- 1925 : My Lady's Lips de James P. Hogan
- 1926 : L'Oiseau de nuit (The Bat) de Roland West : Billy - le maître d'hôtel
- 1926 : The Lucky Lady de Raoul Walsh : le secrétaire de Garletz
- 1926 : La Route de Mandalay (The Road to Mandalay) de Tod Browning : Charlie Wing
- 1926 : Diplomacy de Marshall Neilan : diplomate chinois
- 1926 : Jim le harponneur (The Sea Beast) de Millard Webb
- 1927 : Le Roi des rois de Cecil B. DeMille : prince de Perse
- 1927 : The Honorable Mr. Buggs de Fred Jackman : l'escroc
- 1927 : Driven from Home de James Young
- 1927 : Le Perroquet chinois (The Chinese Parrot) de Paul Leni : Charlie Chan
- 1927 : Streets of Shanghai de Louis J. Gasnier : Fong Kiang
- 1928 : Tu te vantes de Sam Wood
- 1928 : Chinatown Charlie de Charles Hines
- 1929 : Le Forban (The Rescue) de Herbert Brenon
- 1929 : Le Spectre vert de Lionel Barrymore : Lee Han, le mystique
- 1929 : The Show of Shows de John G. Adolfi
- 1929 : Careers de John Francis Dillon
- 1930 : Golden Dawn de Ray Enright

### Période japonaise

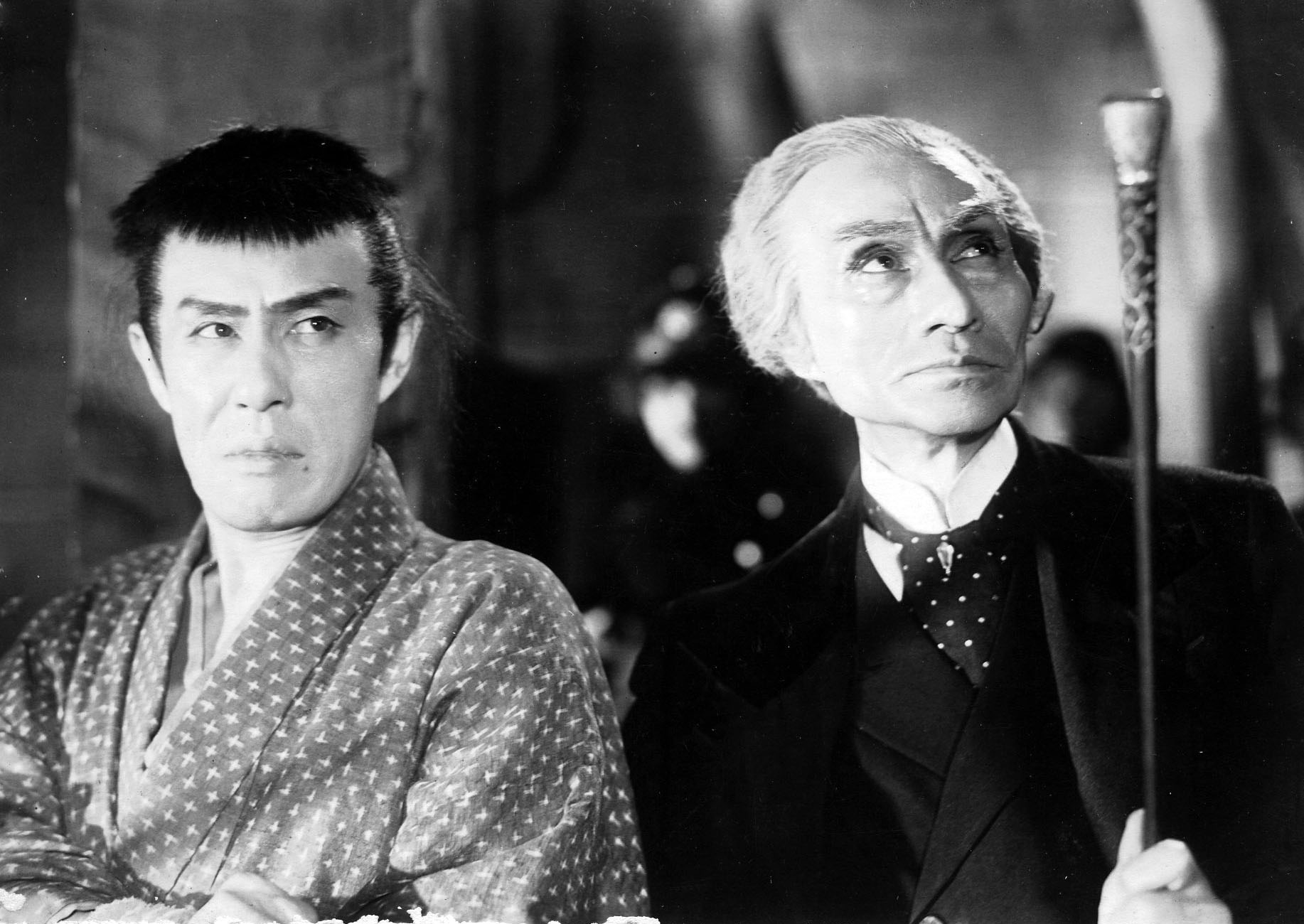
Kanjūrō Arashi et Sōjin Kamiyama dans Kurama Tengu (1942).

- 1932 : Les 47 Rōnin I (忠臣蔵 前篇 赤穂京の巻, Chūshingura: Akō Kyō no maki?) de Teinosuke Kinugasa : Kozukenosuke Kira (Kira Yoshinaka)
- 1932 : Les 47 Rōnin II (忠臣蔵 後篇 江戸の巻, Chūshingura: Edo no maki?) de Teinosuke Kinugasa : Kōnosuke Kira
- 1935 : Okoto et Sasuke (春琴抄 お琴と佐助, Shunkinsho: Okoto to Sasuke?) de Yasujirō Shimazu : Harumatsu Kengyo, le professeur de musique
- 1936 : L'Espion Akanichi Kakita (赤西蠣太, Akanichi Kakita?) de Mansaku Itami : Anma Ankō
- 1937 : Le Démon de l'or (金色夜叉, Konjiki yasha?) de Hiroshi Shimizu
- 1937 : Uta e kanko no haru (歌へ歓呼の春?) de Hiromasa Nomura
- 1938 : Kokumin no chikai (国民の誓?) de Hiromasa Nomura
- 1939 : Cinq frères et sœurs (五人の兄妹, Gonin no kyodai?) de Kōzaburō Yoshimura
- 1940 : Kokusen'ya kassen (国姓爺合戦?) de Keigo Kimura
- 1941 : Otoko e no jōken (男への条件?) de Keisuke Sasaki
- 1942 : Kurama Tengu (鞍馬天狗?) de Daisuke Itō : Jacob
- 1944 : Les Contrebandiers internationaux (国際密輸団, Kokusai mitsuyu-dan?) de Daisuke Itō
- 1951 : Le Roman de Genji (源氏物語, Genji monogatari?) de Kōzaburō Yoshimura
- 1952 : Koikaze gojūsan-tsugi (恋風五十三次?) de Nobuo Nakagawa
- 1954 : Les Sept Samouraïs (七人の侍, Shichinin no samurai?) d'Akira Kurosawa : le ménestrel aveugle
- 1954 : La Légende de Musashi (武蔵 宮本, Miyamoto Musashi?) de Hiroshi Inagaki